# فاي زويكي
فاي زويكي (بالإنجليزية: Fay Zwicky)‏ (4 يوليو 1933، ملبورن في أستراليا - 2 يوليو 2017، برث في أستراليا)؛ عازفة بيانو، كاتِبة وشاعرة أسترالية. درست في جامعة ملبورن.